# سینما پارامونت
سینما پارامونت از سینماهای تهران بود. این سینما در سال ۱۳۴۵ توسط «شرکت پارامونت» در خیابان تخت جمشید سابق (طالقانی فعلی) تأسیس شد.

## تاریخچه
در سال ۱۳۴۵، پارامونت دو سالن را کنار هم تأسیس کرد. مالک این سینما، رضا انوری بود. این دو سالن به نام‌های «پارامونت» و «سینه‌موند» در خیابان تخت‌جمشید (طالقانی کنونی) واقع شده بودند. بعدها سینما پارامونت در آتش‌سوزی از بین می‌رود و سینما سینه‌موند به سینما قیام تغییر نام می‌دهد.